# Bleymard - Mont Lozère
 (septembre 2022).
Si vous disposez d'ouvrages ou d'articles de référence ou si vous connaissez des sites web de qualité traitant du thème abordé ici, merci de compléter l'article en donnant les références utiles à sa vérifiabilité et en les liant à la section « Notes et références ».
Bleymard - Mont Lozère est une station de sports d'hiver du Massif central située en Lozère. 

## Géographie
La station se situe en Lozère. Elle s'étend de 1 400 mètres à 1 700 mètres d'altitude sur les communes du Bleymard, Mas-d'Orcières, Cubières, Pont-de-Montvert et Fraissinet-de-Lozère. 
La station se situe à 7 km du Bleymard. 

## Station de sports d'hiver
Le domaine compte 7 pistes de ski alpin dont 2 vertes, une bleue, 3 rouges et une noire, ainsi qu'un border cross. 
Il y a également un domaine nordique composé de 5 pistes de ski de fond.
Le site est également propice au snowkite.

## Station de sports d'été
L'été, on y pratique le VTT, la randonnée et l'équitation.